# Coggia
Coggia (en cors Coghja) és un municipi francès, situat a la regió de Còrsega, al departament de Còrsega del Sud. L'any 2006 tenia 828 habitants.

## Demografia
| 1962 | 1968 | 1975 | 1982 | 1990 | 1999 | 2006 |
| ---- | ---- | ---- | ---- | ---- | ---- | ---- |
| 204  | 225  | 284  | 447  | 538  | 699  | 828  |

## Administració
| Període | Identitat     | Partit | Qualitat |
| ------- | ------------- | ------ | -------- |
| 2001-   | Thomas Coggia |        |          |